# アレスリン
アレスリン（allethrin、アレトリン）とは、殺虫剤として使用される合成化合物である。ただし、分離が可能な、8種の立体異性体が存在する。このためアレスリン類（allethrins）と呼ばれる場合もある。アレスリン類は、天然においてシロバナムシヨケギクの花から見出される化学物質の合成体、つまり、合成ピレスロイドである。

## 立体化学

アレスリンI（R = −CH_{3}）
アレスリンII（R = −COOCH_{3}）
なお、波線の部分は、キラル中心に結合している側が、S体かR体かのどちらかである事を示す。

アレスリンには、その構造から明らかなように3箇所のキラル中心が存在する。光学分割を行って人工合成しない場合、特殊な場合を除いて、このキラル中心での絶対配置、つまり、S体かR体かを指定できない。したがって、S体かR体かの2種類が3箇所で、23種類、すなわち、8種類の立体配座が存在する。
なお、アレスリンは、一部を立体選択的に合成する場合もある。2種の立体配置異性体のみで構成されている部分的にエナンチオ純粋なアレスリンIは、ビオアレトリン（bioallethrin）と呼ばれる。

## 生理活性
アレスリン類は、哺乳類および鳥類に対しては毒性が低い。しかしながら、魚類および昆虫に対しては高い毒性を示す。アレスリン類に曝露された昆虫は、アレスリン類が神経毒として作用するため、死亡する前に麻痺状態となる。このため、飛んでいた昆虫は、まず地面に落下して、その後しばらくしてから死亡する。
なお、いくら哺乳類や鳥類に対しては毒性が低いとは言えば、全くの無害ではない。さらに特異体質の場合には、アレルギーを引き起こし得る。特に喘息患者は、注意を要する。

## 用途
アレスリン類は、RAID (殺虫剤)や蚊取線香といった多くの室内用殺虫剤に、殺虫成分として使用されている。
また、屋外での蚊対策のための超微量散布スプレーにも使用されている。

## 歴史
アレスリン類は1949年に、Milton S. Schechterによってアメリカ合衆国において初めて合成された。アレスリン類は初めて合成されたピレスロイドである。